# 青柳晋
青柳 晋（あおやぎ すすむ、1969年10月8日 - ）は、日本のクラシック音楽のピアニスト。

## 略歴
商社マンだった父の赴任先のニカラグア共和国・マナグアで生まれる。その後アメリカに移り、5歳でピアノを始める。9歳のときにオーケストラでデビューを果たす。これまでにリリー・クラウス、クラウス・ヘルヴィヒらに師事。現在、東京藝術大学教授を勤めながら幅広く演奏活動を展開している。高松国際ピアノコンクールの審査員として第1回から参加、現在は審査委員長を勤めながら同コンクールのプロデュースに携わっている。長崎おぢか国際音楽祭音楽監督、洗足学園大学、札幌大谷大学、大分県立芸術短期大学でそれぞれ客員教授を務める。作曲も行い、これまでにソロアルバムと2枚の室内楽アルバムをリリース。また、国内外のオーケストラと数多く共演している。

## 受賞歴
- 1981年 - 第35回全日本学生音楽コンクール小学生の部全国第1位
- 1989年 - 西日本出身新人紹介演奏会で西日本音楽協会賞
- 1990年 - アルトゥル・シュナーベル・コンクール第3位
- 1992年 - ロン・ティボー国際音楽コンクール第6位
- 1993年 - カサブランカ国際ピアノコンクールで第1位
- 1996年 - ジュネーブ国際音楽コンクールのファイナリスト、イブラ国際ピアノコンクールで第1位
- 1997年 - ポリーノ国際ピアノコンクールで第1位
- 1998年 - 9月に国際ピアノコンクール・ハエン賞第1位、12月にアルフレード・カセッラ国際ピアノコンクール第1位
- 2000年 - 青山音楽賞[3]
- 2002年 - 第28回日本ショパン協会賞

## 学歴・指導歴
- 1988年 - 桐朋学園大学音楽学部ピアノ科入学
- 1989年 - 桐朋学園大学を中退し、ベルリン芸術大学に留学。
- 1995年 - ベルリン芸術大学卒業
- 1999年 - ベルリン芸術大学大学院修了
- 2001年 - 東京芸術大学音楽学部常勤講師就任及び桐朋学園大学音楽学部非常勤講師就任
- 2003年 - 東京芸術大学音楽学部助教授就任
- 2007年 - 東京芸術大学音楽学部准教授就任
- 2007年 - 洗足学園音楽大学客員教授就任
- 2019年 - 東京芸術大学音楽学部教授就任[4]
- 2018年 - 札幌大谷大学 客員教授就任

## ディスコグラフィー
| 発売日                       | タイトル                            | 規格品番            | 収録曲 |
| ---------------------------- | ----------------------------------- | ------------------- | ------ |
| 2001年4月7日                 | リスト:ピアノ作品集                 | COCQ-83515          | 全9曲  |
| 2002年12月21日               | プレイス ショパン                   | HTCA-6002           | 全3曲  |
| 2003年10月22日               | ムソルグスキー:展覧会の絵           | HTCA-6005           | 全19曲 |
| 2005年2月9日 2012年11月21日  | ジョン・フィールド ノクターン集     | KQCD-1001 BZCS-3068 | 全13曲 |
| 2006年4月19日 2012年11月21日 | ショパン ノクターン集               | KQCD-1002 BZCS-3069 | 全11曲 |
| 2008年4月9日                 | ショパン 24の練習曲                 | KQCD-1003           | 全24曲 |
| 2012年11月21日               | フォーレ ノクターン選集             | BZCS-3070           | 全10曲 |
| 2020年12月20日               | F.リスト:巡礼の年第1年 スイス S.160 | SBCD-101            | 全9曲  |

### 参加作品
| 発売日         | タイトル                                  | 収録曲                                                                       |
| -------------- | ----------------------------------------- | ---------------------------------------------------------------------------- |
| 2003年12月17日 | フレイヴァー・リラクシング "クラシックス" | ため息 (リスト)                                                              |
| 2007年9月19日  | ぴあのピア Vol.7 ピアノの魔術師～リスト編 | ハンガリー狂詩曲 第2番 嬰ハ短調 超絶技巧練習曲集 S.139～第11曲「夕べの調べ」 |
| 2008年5月28日  | TVのなかのクラシック                      | ラ・カンパネラ（リスト）                                                     |
| 2008年5月28日  | ノスタルジア･クラシック                   | ためいき（リスト）                                                           |
| 2010年3月17日  | プレジデントのクラシック                  | ラ･カンパネラ                                                                |
| 2011年3月23日  | エターナル…後期ロマン派の巨人たち         | ラ･カンパネラ 夕べの調べ(超絶技巧練習曲第11番)                               |
| 2012年2月22日  | クラシック・ビューティフル・メロディー    | ラ・カンパネラ（リスト）                                                     |

## TV
- 巨匠たちの輝き〜歴史を創った芸術家たち〜「#4心に響くピアノ曲 フレデリック・ショパン『別れの曲』×フランツ・リスト『ラ・カンパネラ』」（BS-TBS、2013年10月23日[6]）